# Todor Barzow
Todor Iwanow Barzow (bułg. Тодор Иванов Барзов; ur. 21 lutego 1953 w Dołnej Mitropoliji) – bułgarski piłkarz grający na pozycji pomocnika. W swojej karierze rozegrał 18 meczów w reprezentacji Bułgarii.
Jego wnuk Georgi Jomow również jest piłkarzem.

## Kariera klubowa
Swoją karierę piłkarską Barzow rozpoczął w klubie CSKA Sofia. W sezonie 1971/1972 zadebiutował w nim w pierwszej lidze bułgarskiej. W 1977 roku odszedł do klubu Lewski-Spartak Sofia i już w pierwszym sezonie w nim wywalczył dublet - mistrzostwo oraz Puchar Bułgarii. Wraz z zespołem Lewskiego-Spartaka po dublet sięgnął również w sezonie 1978/1979. Z kolei w sezonach 1980/1981 i 1981/1982 wywalczył z nim dwa wicemistrzostwa Bułgarii.
W 1982 roku Barzow przeszedł do greckiego klubu Doxa Drama. Występował w nim przez dwa sezony. W 1984 roku został piłkarzem ateńskiego Panioniosu. Spędził w nim dwa lata. W 1986 roku wyjechał na Cypr. W sezonie 1986/1987 grał w Apollonie Limassol. W 1987 zakończył w nim swoją karierę.
| Sezon   | Klub                 | Kraj     | Rozgrywki                 | Mecze | Gole |
| ------- | -------------------- | -------- | ------------------------- | ----- | ---- |
| 1971/72 | Spartak Plewen       | Bułgaria | I liga                    | ?     | ?    |
| 1972/73 | Spartak Plewen       | Bułgaria | I liga                    | ?     | ?    |
| 1973/74 | Spartak Plewen       | Bułgaria | I liga                    | ?     | ?    |
| 1974/75 | Spartak Plewen       | Bułgaria | I liga                    | ?     | ?    |
| 1975/76 | Spartak Plewen       | Bułgaria | I liga                    | ?     | ?    |
| 1976/77 | Lewski-Spartak Sofia | Bułgaria | I liga                    | 29    | 3    |
| 1977/78 | Lewski-Spartak Sofia | Bułgaria | I liga                    | 18    | 0    |
| 1978/79 | Lewski-Spartak Sofia | Bułgaria | I liga                    | 29    | 2    |
| 1979/80 | Lewski-Spartak Sofia | Bułgaria | I liga                    | 16    | 0    |
| 1980/81 | Lewski-Spartak Sofia | Bułgaria | I liga                    | 27    | 4    |
| 1981/82 | Lewski-Spartak Sofia | Bułgaria | I liga                    | 29    | 12   |
| 1982/83 | Doxa Drama           | Grecja   | Alpha Ethniki             | 33    | 13   |
| 1983/84 | Doxa Drama           | Grecja   | Alpha Ethniki             | 15    | 1    |
| 1984/85 | Panionios GSS        | Grecja   | Alpha Ethniki             | 26    | 10   |
| 1985/86 | Panionios GSS        | Grecja   | Alpha Ethniki             | 25    | 12   |
| 1986/87 | Apollon Limassol     | Cypr     | Protathlima A’ Kategorias | ?     | ?    |

## Kariera reprezentacyjna
W reprezentacji Bułgarii Barzow zadebiutował 4 lutego 1973 roku w wygranym 4:0 towarzyskim meczu z Indonezją, rozegranym w Dżakarcie. Grał m.in. w: eliminacjach do Euro 76, do MŚ 1978 i do Euro 80. Od 1973 do 1979 rozegrał w kadrze narodowej 18 meczów.